# Noordse combinatie op de Olympische Winterspelen 1932
Noordse combinatie is een van de sporten die beoefend werden tijdens de Olympische Winterspelen 1932 in Lake Placid.

## Heren
| rang   | sporter(s)           | land | totaal (ptn) |
| ------ | -------------------- | ---- | ------------ |
| Goud   | Johan Grøttumsbråten | NOR  | 446.00       |
| Zilver | Ole Stenen           | NOR  | 436.05       |
| Brons  | Hans Vinjarengen     | NOR  | 434.60       |
| 4      | Sverre Kolterrud     | NOR  | 418.70       |
| 5      | Sven Eriksson        | SWE  | 402.30       |
| 6      | Antonin Bartoň       | TCH  | 397.10       |
| 7      | Bronisław Czech      | POL  | 392.00       |
| 8      | František Šimůnek    | TCH  | 375.30       |